# Kentucky Fibbers lopp
Kentucky Fibbers lopp är ett travlopp för 3-åriga och äldre varmblod. Loppet körs sedan 2018 över medeldistansen 2140 meter med autostart. Tidigare var det ett sprinterlopp över 1640 meter med autostart. Loppet körs varje år på Solvalla under mars månad. Loppet körs till minne av travhästen Kentucky Fibber. Förstapris är 100 000 kronor (2019).

## Kuriosa
Snabbaste vinnartiden i loppets historia delar Nuncio och Scarlet Knight, som båda vunnit på tiden 1.10,7. Båda hästarna tränades av Stefan Melander. Stig H. Johansson med sina fyra segrar, är den kusk som vunnit loppet flest gånger.

## Vinnare
| År   | Häst             | Kusk              | Tränare           | Tid    |
| ---- | ---------------- | ----------------- | ----------------- | ------ |
| 2024 | Imperatur Am     | Örjan Kihlström   | Daniel Redén      | 1.12,1 |
| 2023 | High On Pepper   | Jorma Kontio      | Katja Melkko      | 1.12,1 |
| 2022 | Revelation       | Mats E. Djuse     | Timo Nurmos       | 1.12,5 |
| 2021 | Admiral As       | Örjan Kihlström   | Reijo Liljendahl  | 1.12,9 |
| 2020 | Makethemark      | Ulf Ohlsson       | Petri Salmela     | 1.13,4 |
| 2019 | Evaluate         | Stefan Melander   | Stefan Melander   | 1.12,8 |
| 2018 | Charrua Forlan   | Hans-Owe Sundberg | Hans-Owe Sundberg | 1.13,6 |
| 2017 | Nuncio           | Örjan Kihlström   | Stefan Melander   | 1.12,2 |
| 2016 | Nuncio           | Stefan Melander   | Stefan Melander   | 1.10,7 |
| 2015 | Kash's Cantab    | Erik Adielsson    | Stig H. Johansson | 1.10,9 |
| 2014 | Panne de Moteur  | Örjan Kihlström   | Stefan Hultman    | 1.13,5 |
| 2013 | Shaq is Back     | Daniel Redén      | Daniel Redén      | 1.12,2 |
| 2012 | I Saw You        | Åke Lindblom      | Åke Lindblom      | 1.11,2 |
| 2011 | Alvena Pele      | Per Lennartsson   | Per Lennartsson   | 1.12,1 |
| 2010 | Scarlets Aino    | Hans-Owe Sundberg | Hans-Owe Sundberg | 1.12,0 |
| 2009 | Global Glide     | Åke Svanstedt     | Åke Svanstedt     | 1.12,1 |
| 2008 | Steinlager       | Björn Goop        | Olle Goop         | 1.13,0 |
| 2007 | Digger Crown     | Erik Adielsson    | Stig H. Johansson | 1.13,8 |
| 2006 | Order By Fax     | Per Lennartsson   | Per Lennartsson   | 1.11,3 |
| 2005 | Scarlet Knight   | Stig H. Johansson | Stefan Melander   | 1.10,7 |
| 2004 | Scarlet Knight   | Stefan Melander   | Stefan Melander   | 1.12,1 |
| 2003 | Victory Tilly    | Stig H. Johansson | Stig H. Johansson | 1.13,3 |
| 2002 | Victory Tilly    | Stig H. Johansson | Stig H. Johansson | 1.14,5 |
| 2001 | Rydens Sensation | Stefan Melander   | Stefan Melander   | 1.15,4 |
| 2000 | Victory Tilly    | Stig H. Johansson | Stig H. Johansson | 1.12,9 |